# Dryopteris fragrans
Dryopteris fragrans — вид папоротеподібних рослин родини щитникові (Dryopteridaceae), який зростає в арктичних районах північної півкулі. Етимологія: лат. fragrans — «духмяний».

## Опис
Рослини висотою 20–30 см. Листя мономорфне, зелені взимку, 6–40 × 1–6 см, старе листя залишається, як сіре чи коричневе помітне скупчення при основі рослини (тільки в цього виду). Черешок на 1/3 довжини листя, лущений у всій довжині; луски густі, коричневі або червоно-коричневі. Листові пластини зелені. 2n=82.

## Поширення
Азія: Японія, Російська Федерація, Корея, Китай; Європа: Фінляндія, Естонія; Північна Америка: Канада, США, Гренландія. Також культивується. Населяє затінені скелі й підніжжя скель, часто з вапняку, в Китаї до висоти 2400 м.